# Flugplatz Grabenstetten

i7
i11
i13
Der Flugplatz Grabenstetten (ICAO-Code: EDSG) ist ein Sonderlandeplatz, der etwa einen Kilometer westlich der Gemeinde Grabenstetten am Nordrand der Schwäbischen Alb in Baden-Württemberg auf einer Höhe von 710 Meter (2329 ft) liegt. Eigentümer und Betreiber des Flugplatzes ist die Fliegergruppe Grabenstetten-Teck-Lenninger Tal e. V.

## Flugbetrieb
Flugzeuge bis 2000 kg, Motorsegler, Ultraleichtflugzeuge, Segelflugzeuge, Freiballone und Luftschiffe dürfen hier nach vorheriger Genehmigung durch den Platzhalter (PPR) starten und landen.

## Veranstaltungen
Der Flugplatz Grabenstetten war bereits drei Mal Austragungsort für Baden-Württembergische Landesmeisterschaften der Junioren im Streckensegelflug (1992, 1998, 2011).
Neben dem Flugbetrieb finden auf dem Flugplatz auch weitere Veranstaltungen statt. Bis 2009 veranstaltete beispielsweise die Fliegergruppe Grabenstetten ein Flugplatzfest. Seit 2007 findet im April ein Drachenfest statt.

## Ansässige Vereine
- Fliegergruppe Grabenstetten-Teck-Lenninger Tal e. V.
- Flugtechnische Arbeitsgemeinschaft an der Hochschule Esslingen e. V.